# Pyriatyn
Pyriatyn (en ukrainien : Пирятин) ou Piriatine (en russe : Пирятин) est une ville de l'oblast de Poltava, en Ukraine. Sa population s'élevait à 16 000 habitants.

## Géographie
Pyriatyn est située sur la rive droite de la rivière Oudaï, à 144 km à l'est de Kiev et à 164 km au nord-ouest de Poltava. La ville la plus proche de Pyriatyn est Hrebinka, située à 16 km au sud.

## Histoire
Piriatine est mentionnée pour la première fois à l'époque de la principauté de Kiev, en 1155. Elle reçoit le droit de Magdebourg en 1592 du roi Sigismond III de Pologne, ainsi que des armoiries. En 1638, elle compte 1 749 habitants et 38 moulins hydrauliques. Jusqu'à la déclaration d'indépendance des Cosaques de 1648, elle fait partie de la république des Deux Nations — ou union Pologne-Lituanie. Des Juifs commencent à s'installer dans la ville à partir de 1630. Piriatine devient russe dans le cadre de l'intégration des cosaques de Russie à l'Empire russe. En 1781, l'impératrice Catherine II la Grande renouvelle son statut de ville et lui donne de nouvelles armoiries. Elle fait partie du gouvernement de Kiev.
Au recensement de 1897, Piriatine compte 8 500 habitants, dont 55,62 pour cent d'Ukrainiens, 39,8 pour cent de Juifs et 3,57 pour cent de Russes. Dans la première moitié du XXe siècle, la population augmente malgré la guerre civile russe et la famine de 1932-1933, de telle sorte qu'en 1939 sa population s'élève à 13 800 habitants. Pendant la Seconde Guerre mondiale, la ville est occupée par l'Allemagne nazie du 18 septembre 1941 au 18 septembre 1943. La quasi-totalité des Juifs de Pyriatyn est alors massacrée, sauf ceux qui ont pu quitter la ville à temps la base aérienne de Pyriatyn sert lors de l'Opération Frantic. Après la guerre, la ville reprend son développement, mais connaît un déclin de sa population à partir de 1990.

## Population
Recensements (*) ou estimations de la population :
| 1638  | 1897* | 1923*  | 1926*  | 1939*  | 1959*  |
| ----- | ----- | ------ | ------ | ------ | ------ |
| 1 749 | 8 022 | 12 673 | 12 203 | 13 773 | 15 203 |

| 1970*  | 1979*  | 1989*  | 2001*  | 2009   | 2010   |
| ------ | ------ | ------ | ------ | ------ | ------ |
| 15 912 | 16 932 | 18 119 | 16 664 | 16 368 | 16 264 |

| 2011   | 2012   | 2013   | 2014   | 2015   | 2016   |
| ------ | ------ | ------ | ------ | ------ | ------ |
| 16 146 | 16 086 | 15 981 | 15 933 | 15 882 | 15 781 |

## Transport
Pyriatyn se trouve sur la route européenne 40, entre Kiev et Poltava.